# Morane-Saulnier MS.406

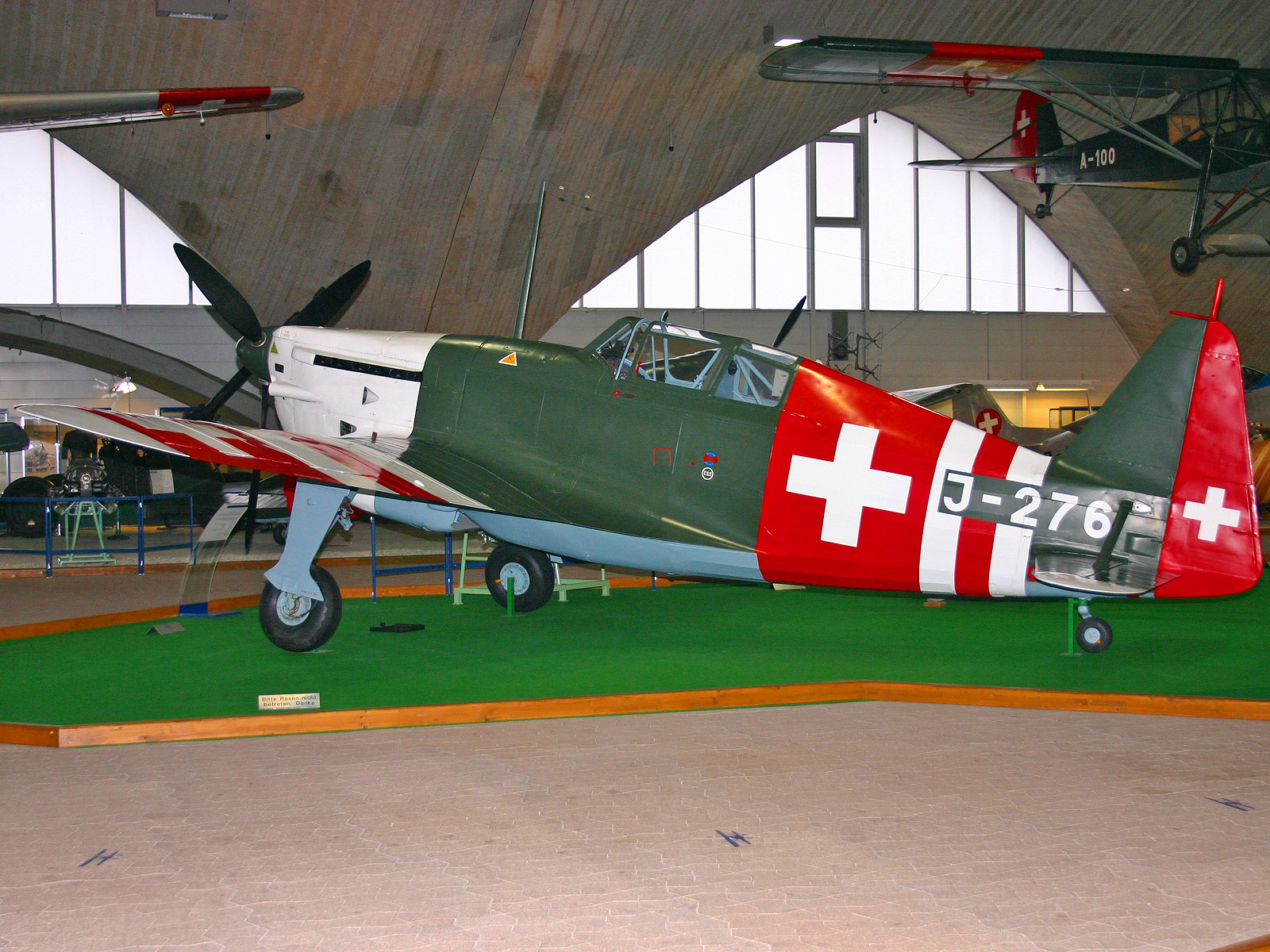
Morane-Saulnier D-3801 J-276, Fliegermuseum Dübendorf

Die Morane-Saulnier MS.406 war ein französisches Jagdflugzeug, das 1938 von Morane-Saulnier entworfen wurde.
Die MS.406 errang im Mai/Juni 1940 (als die Wehrmacht im Westfeldzug zunächst die Benelux-Staaten und kurz darauf auch Frankreich angriff) einen großen Teil der französischen Luftsiege.
Die Armée de l’air verfügte zu Beginn des Westfeldzugs über 2400 Jagdflugzeuge sowie 1160 Bomber und 1464 Aufklärer. 1000 davon waren MS.406, weitere etwa 1000 waren Jagdeinsitzer moderner Bauart.
In der Schweiz bildeten die dort in Lizenz gebauten Flugzeuge der Serien D-3800/3801 ein Rückgrat der Flugwaffe.
Das Flugzeug hatte keine größeren Konstruktionsfehler. Allerdings war es verglichen mit gegnerischen Jägern etwas untermotorisiert. Während des Angriffs auf Frankreich im Mai 1940 war die Messerschmitt Bf 109E der MS.406 überlegen; die Morane war jedoch einer der wenigen modernen Jäger, von denen die Armée de l’air eine ausreichende Stückzahl besaß. Insgesamt gingen bei mindestens 175 eigenen Luftsiegen 400 Maschinen verloren. Viele Maschinen wurden aber am Boden zerstört.

## Entwicklung
Die französische Regierung legte 1934 eine Spezifikation für einen Sperrholz-Tiefdecker fest, die Morane-Saulnier erfüllen wollte. Der Erstflug des Vorgängers MS.405 erfolgte 1935. Damals galt das Modell als ausgezeichnetes Flugzeug. Es wurden 17 MS.405-Prototypen hergestellt, die schließlich zur MS.406 führten. Die Produktion begann im Januar 1939, bereits im März wurde an die französische Luftwaffe geliefert. Allerdings verzögerte die Motorenknappheit die Produktion. Bei späteren Versionen, insbesondere der MS.410, wurden die Tragflächen verbessert, zusätzlich wurde sie besser bewaffnet.
Nach der Kapitulation Frankreichs übernahm das Deutsche Reich (bzw. die Luftwaffe) große Bestände an 406- und 410-Maschinen. Viele wurden für Trainingszwecke verwendet. Eine ganze Reihe wurde verbündeten Staaten (wie Italien und Kroatien) übergeben.
Die Luftstreitkräfte der Vichy-Regierung setzten sie unter anderem in Syrien gegen die Royal Air Force ein.
Die Luftstreitkräfte Finnlands erhielten im Februar 1940 30 MS.406-Flugzeuge, die im Winterkrieg eingesetzt wurden.
Später wurden in Finnland erbeutete sowjetische Motoren eingebaut. Auch die Schweizer Flugwaffe und die türkische Luftwaffe verwendeten diesen Typ.

## MS.405
Die MS.405 wurde 1934 als Tiefdecker mit einziehbarem Fahrwerk entworfen. Sie besaß einen Sperrholzrumpf, ein Holz-Metall-Mittelteil sowie eine Duraluminiumnase und war der erste Tiefdecker mit geschlossenem Cockpit und Einziehfahrwerk.
Ein neuer 860 PS (640 kW) leistender V-Motor vom Typ Hispano-Suiza 12Y trieb einen Chauvière-Zweiblattpropeller an. Der Erstflug war am 8. August 1935. Die Entwicklung ging sehr langsam voran. Der zweite Prototyp mit dem 900 PS (670 kW) starken HS-12Ycrs-Motor flog erst am 20. Januar 1937. Das Flugzeug erreichte 443 km/h, dies genügte zur Freigabe 16 weiterer Prototypen.

## MS.406

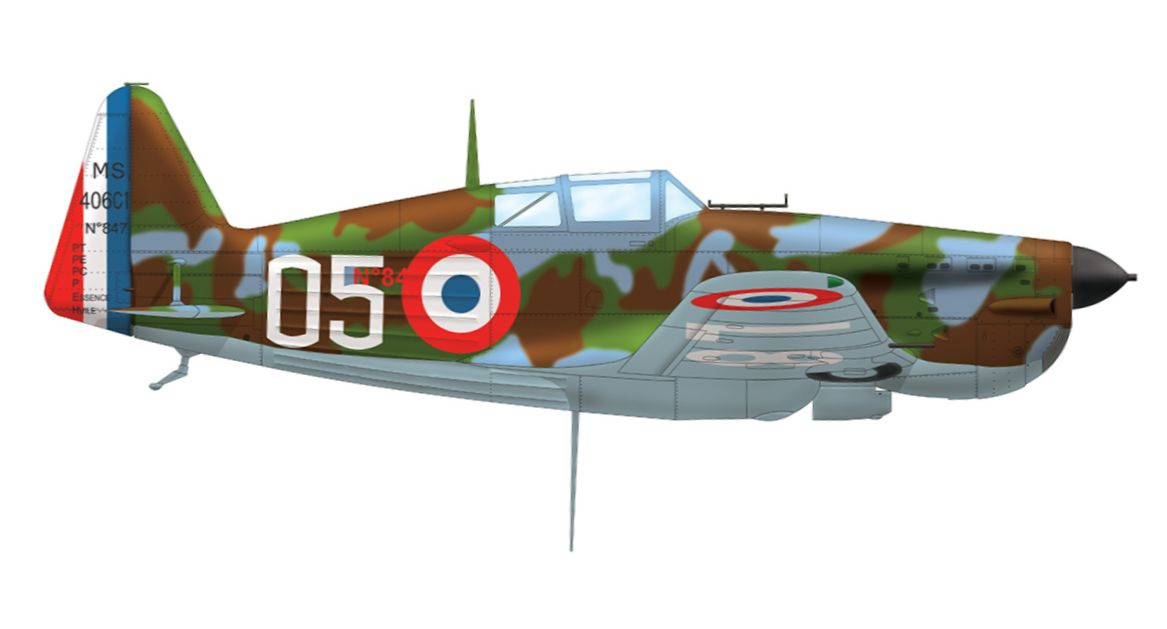
Morane-Saulnier MS.406 N° 847, Groupe de Chasse I/6, Mai 1940

Morane-Saulnier MS 406 C1

Das Ergebnis war die MS.406. Die wichtigsten Änderungen waren die Form der Tragflächen und ein geringeres Gewicht. Sie war mit einem 860 PS (640 kW) leistenden HS-12Y-31-Motor ausgerüstet und erreichte 489 km/h. Die Bewaffnung bestand aus einer 20-mm-Kanone Hispano-Suiza HS 9 und zwei 7,5-mm-Maschinengewehren MAC-1934. Bei späteren Modellen wurde die HS 9 durch die verbesserte HS 404 ersetzt.
Die französische Luftwaffe bestellte 1938 1000 Maschinen, Morane-Saulnier hatte allerdings keine ausreichenden Kapazitäten für einen solchen Auftrag. Zusätzlich wurde deshalb die staatliche Fabrik SNCAO in Saint-Nazaire in die Fertigung eingebunden. Das erste Produktionsmuster flog am 29. Januar 1939. Aufgrund fehlender Motoren kam die Produktion jedoch zunehmend ins Stocken.
Zu Beginn des Zweiten Weltkrieges waren 535 Maschinen in Dienst gestellt. Im März 1940 endete die Produktion mit 1000 Maschinen. Dazu kamen 77 Maschinen für das Ausland (Finnland 30 und die Türkei 45 Stück).

## MS.410
Nach der Indienststellung der 406 wurde versucht, deren Design zu verbessern. So wurden die Tragflächen verstärkt sowie ein wirksamerer Kühler und vier MAC-Maschinengewehre eingebaut. Die Maschine erreichte eine Höchstgeschwindigkeit von 509 km/h. Bei Kriegsbeginn im Mai 1940 waren lediglich fünf Maschinen fertiggestellt. Die Deutschen modifizierten später eine Reihe MS.406 zu MS.410, dies betraf jedoch zumeist nur die Form der Tragflächen.

## MS.411 und MS.412
Ein Exemplar der MS.411 wurde gebaut. Sie besaß einen HS-12Y-45-Motor mit einer Leistung von 1000 PS (750 kW). Die MS.412 mit 1050 PS (780 kW) leistendem HS-12Y-51-Motor wurde bis zum Kriegsende nicht mehr fertiggestellt.

## D-3800
Die Schweiz erhielt 1938 zwei MS-406 C-1 zur Erprobung, im Ausland wurden diese Flugzeuge als Vorproduktions-MS.405, modifiziert zu MS.406H bezeichnet und besaßen noch einen Hecksporn anstelle des Heckrades aller folgenden Flugzeuge. Aufgrund der befriedigenden Resultate wurde noch im gleichen Jahr mit der Lizenzproduktion einer 0-Serie von acht Flugzeugen D-3800 begonnen.
Die acht Maschinen wurde bei der Eidgenössischen Konstruktionswerkstätte (K+W) Thun hergestellt, die Motoren bei der Adolph Saurer AG in Arbon und bei der SLM in Winterthur. Bemängelt wurden insbesondere die Verstell-Störungen beim Chauvière-Propeller. Es wurde darum ab 1940 bei der Vorserie und beim folgenden Serienbau ein EW-V3-Propeller von Escher-Wyss und auch schweizerische Instrumente und Waffen eingebaut. Nach der Vorproduktion folgten bis August 1940 74 Maschinen, die vom Eidgenössischen Flugzeugwerk Emmen, von den Dornierwerken Altenrhein sowie von der SWS in Schlieren hergestellt und ab Januar 1940 ausgeliefert wurden. Die Hispano-Suiza-Motoren wurden von Saurer und SLM geliefert. 1942 wurden zwei weitere Maschinen aus Restteilen zusammengesetzt. Ab 1941 wurde eine modifizierte Version mit einem stärkeren Motor als D-3801 produziert. Bei Kriegsende dienten die meisten D-3800 als Schulflugzeuge und wurden 1954 außer Dienst gestellt.

## D-3801

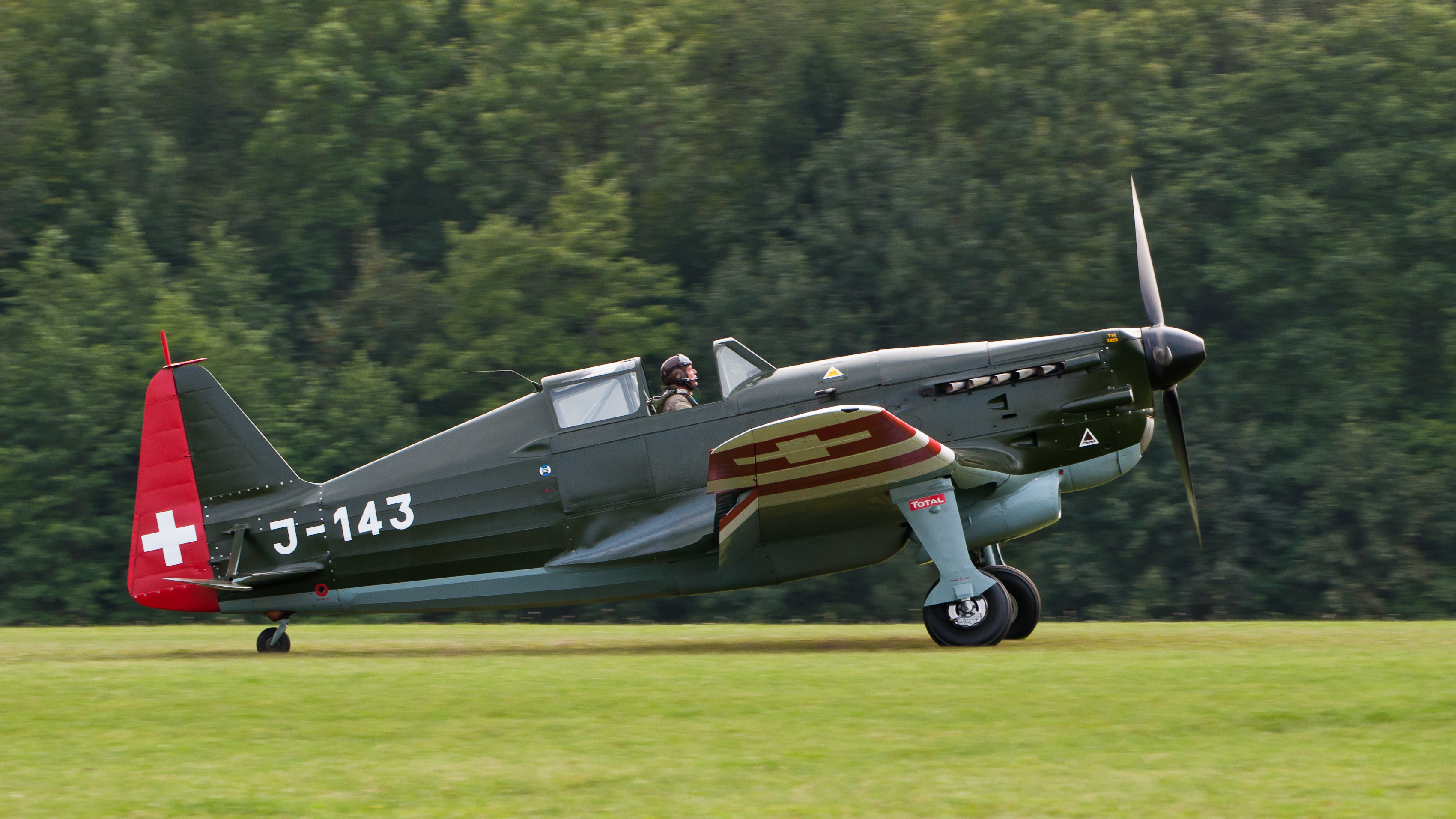
D-3801, Schweizer Weiterentwicklung der MS.406

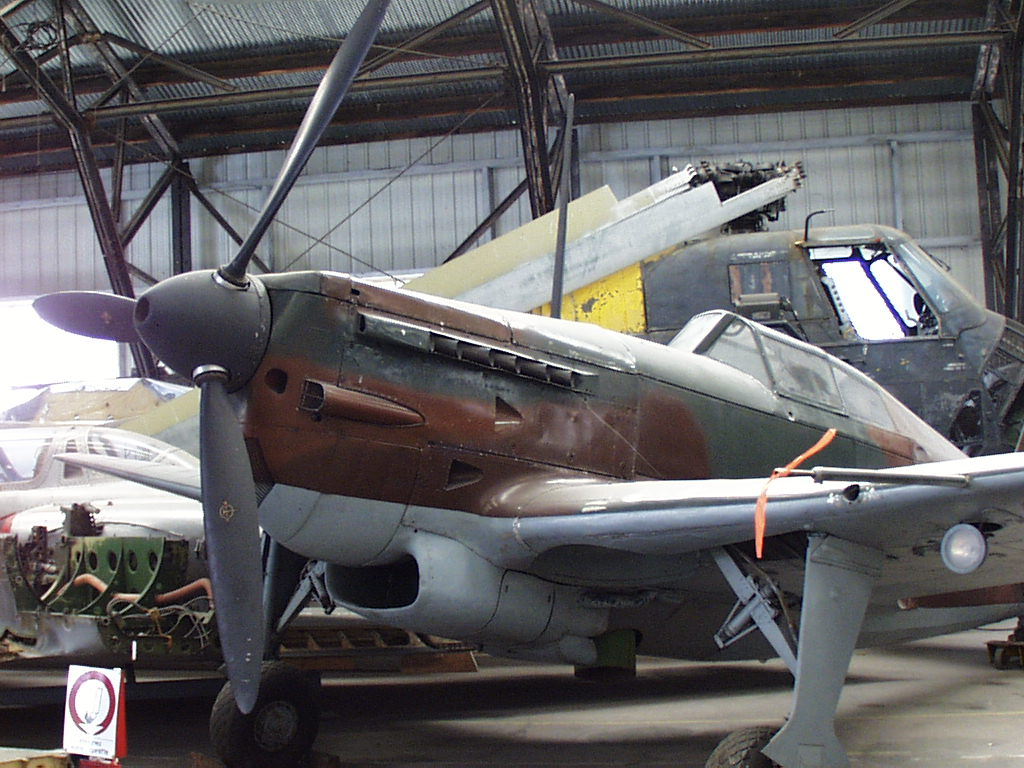
Eine noch erhaltene D-3801 im Musée de l’air et de l’espace in Le Bourget

Das Flugzeug erhielt anstelle des 860 PS leistenden Motors HS-77-Ycrs der D-3800 den neu entwickelten HS-51 12 Y mit einer Leistung von 1000 PS. Damit erreichte die Maschine eine Ve max. horizontal von 535 km/h, die maximale Steigleistung betrug 16,2 m/s und die Dienstgipfelhöhe lag bei 10.800 m ü. M. Die Höchstflugdauer betrug 1 Std. 35 Min. und die Überführungsreichweite 600 km.
Bis 1945 wurden 207 Maschinen hergestellt. Diese Flugzeugflotte bildete während des Aktivdienstes 1939–1945 die Hauptstütze der schweizerischen Fliegertruppe. 17 Maschinen mit der Immatrikulation J-281 bis J-297 wurden zwischen 1947 und 1948 aus Restteilen montiert. Sie blieben bis 1959 als Schulflugzeuge im Einsatz.

## D-3802/3803
Die D-3802 beruhte auf der MS.450 mit einem 920 kW (1.251 PS) leistenden Saurer YS-2. Der Prototyp J-401 erreichte eine Höchstgeschwindigkeit von 638 km/h. Die elf danach gebauten Vorserienmaschinen blieben zwar neun Jahre im Einsatz, waren jedoch von Anfang an nicht komplett ausgereift, weswegen die weiterentwickelte D-3803 mit dem 1.118,5 kW (1.521 PS) kW leistenden Saurer YS-3 und Rundsichtcockpit erprobt wurde. Als Bewaffnung trug sie drei 20-mm-Kanonen HS-404 und erreichte 664 km/h in 7000 m Höhe.
Die Entwicklung wurde eingestellt, als die Schweizer Flugwaffe gebrauchte P-51D Mustang erwerben konnte.

## MS.450
1939 wurde in Spanien in einen Prototyp ein 1300 PS (970 kW) leistender Hispano-Suiza-12Z-Motor eingebaut (MS.410). Das Triebwerk bot merklich bessere Leistungen, insbesondere in der Flughöhe.

## Einsatz in Finnland

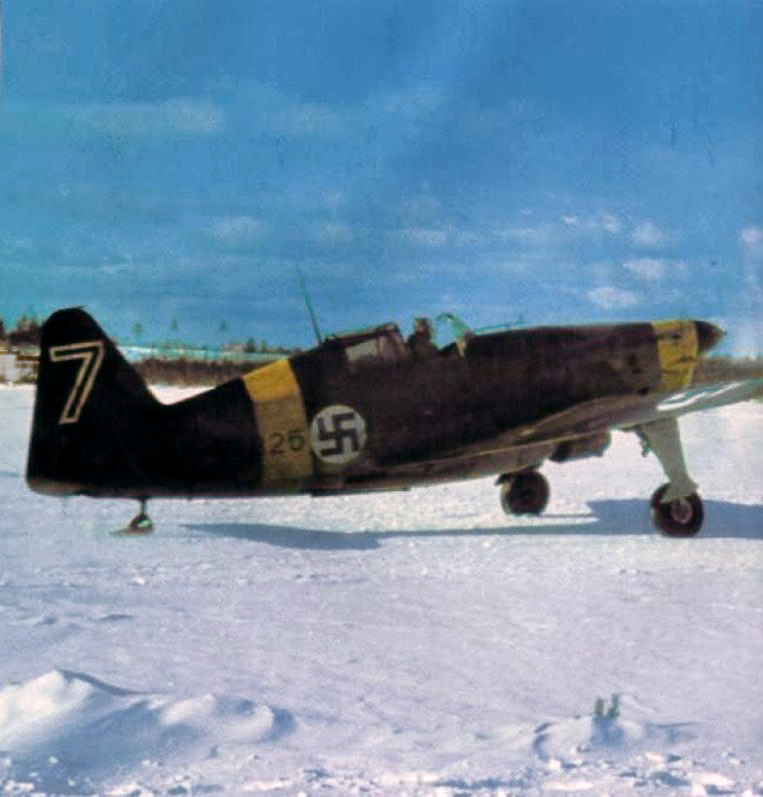
MS.406 Nr. 325 der Einheit 2/LeLv 28 der Luftstreitkräfte Finnlands, die im Winter 1941/42 in Viitana stationiert war

Im Januar 1940 erhielt Finnland 30 Maschinen aus Frankreich, denen im Juni 1941 weitere 30 folgten. Zusätzlich übergaben die Deutschen den Finnen weitere 27 erbeutete MS.406 und 11 MS.410. Damit verfügte Finnland über insgesamt 98 MS.406 bzw. MS.410, die vom Winterkrieg bis zum Kriegsende relativ erfolgreich gegen die Sowjetunion eingesetzt wurden und teilweise sogar danach noch in Dienst blieben.

### Mörkö-Morane
Die Finnen überarbeiteten einige Maschinen, das Resultat war die Mörkö-Morane (in manchen Quellen auch fälschlicherweise Mörkö-Moraani). Sie waren mit erbeuteten sowjetischen Klimow-M-105P-Motoren ausgestattet, die 1.100 PS (809 kW) leisteten. Mit diesem Triebwerk hatte die Maschine herausragende Leistungen, sie flog erstmals im Februar 1943. Bis zum Kriegsende wurden nur 3 Maschinen umgebaut. Zum Ende ihrer Dienstzeit im September 1948 waren insgesamt 41 Flugzeuge modifiziert.

## Einsatz in anderen Luftstreitkräften
Die MS.406 kam nicht nur in Frankreich, der Schweiz und Finnland zum Einsatz.
Während des „Air Meetings“ in Le Bourget 1937 zeigten einige andere Länder großes Interesse an dem Typ. Polen hatte erkannt, dass es aus eigener Kraft seine Luftstreitkräfte nicht schnell genug modernisieren konnte und strebte daher den Einkauf einer größeren Anzahl ausländischer Jagdflugzeuge an. Die Wahl fiel auf die MS.406. Polen bestellte 160 Stück, von denen die ersten 50 bis Ende September 1939 ausgeliefert werden sollten. Das Schiff mit den fertigen Flugzeugen lief kurz vor dem deutschen Überfall auf Polen aus. Auf Grund der schnellen Eroberung der polnischen Häfen durch die Deutschen wurde es aber nach Frankreich zurückbeordert.
Litauen bestellte 1937 13 MS.406, die in Villacoublay fertiggestellt und mit litauischen Kokarden versehen wurden. Am 8. Dezember 1937 kam es aber zu einem Unfall, bei dem der litauische Testpilot Mikewas getötet wurde. Daraufhin annullierte Litauen den Kaufvertrag und es kam nie zu einer Auslieferung.
Die Republik China hatte 1938 einen Vertrag zum Erwerb von zwölf MS.406 abgeschlossen, die in der Fabrik der SNCAO montiert wurden. Die Flugzeuge trafen im Dezember 1939 im Hafen von Haiphong ein. Auf Grund des eigenen Bedarfes entschieden sich die Franzosen aber dafür, die Maschinen nicht wie geplant an China auszuliefern. Stattdessen wurde mit ihnen eine neue Jagdstaffel in Indochina formiert, die zunächst gegen Japan und nach der Kapitulation in Europa noch beim Angriff Thailands auf die französische Kolonie Anfang 1941 zum Einsatz kam.
Die Türkei bestellte im Oktober 1939 30 MS.406. Diese Zahl wurde wenig später um weitere 15 erhöht. Alle 45 Maschinen konnten noch vor der französischen Kapitulation ausgeliefert werden.
Belgien war an dem Typ MS.406 bereits 1936 sehr interessiert und bemühte sich 1937 um den Erwerb einer Lizenz für die Produktion in heimischen Werken. Die Verhandlungen mit den französischen Herstellern scheiterten aber, so dass Belgien das Interesse an den Flugzeugen verlor.
Jugoslawien plante den Kauf von 25 MS.406, der aber auf Grund der Kapitulation Frankreichs nicht mehr zustande kam.
Deutschland und Italien erbeuteten während der Besetzung Frankreichs zahlreiche MS.406 und setzten sie zeitweise zu Trainingszwecken ein. Die Deutschen waren mit dem Flugzeug schon bald unzufrieden und gaben die noch intakten Maschinen an verbündete Staaten weiter. Die Italiener versuchten erst im Sommer 1943, ihre MS.406 an die Schweiz und Finnland zu verkaufen, hatten dabei aber keinen Erfolg.
Bulgarien erhielt im Sommer 1942 vom Vichy-Regime 20 ausgemusterte MS.406. Zusammen mit Maschinen des Typs Dewoitine D.520 bildeten diese Flugzeuge bis zum Kriegsende das Rückgrat der bulgarischen Luftwaffe.
Auch die Luftstreitkräfte Kroatiens setzten ab 1942 48 MS.406 ein, die sie von den Deutschen erhalten hatten. Den Partisanen Titos gelang es, eine der Maschinen intakt zu erbeuten und im Kampf gegen ihre Gegner einzusetzen.
Die folgende Tabelle gibt eine kompakte Übersicht über die Verwendung der MS.406 und abgeleiteter Typen außerhalb Frankreichs:
| Land                        | bestellte Stückzahl | erhaltene Stückzahl                                  |
| --------------------------- | ------------------- | ---------------------------------------------------- |
| Bulgarien                   | –                   | 20                                                   |
| Republik China              | 12                  | 0                                                    |
| Unabhängiger Staat Kroatien | –                   | 48                                                   |
| Finnland                    | 60                  | 87 MS.406, 11 MS.410; 41 zu Mörkö Morane modifiziert |
| Litauen                     | 12                  | 0                                                    |
| Polen                       | 160                 | 0                                                    |
| Schweiz                     | 2 + Lizenz          | 2 MS.406 C.1, 82 D-3800 und 207 D-3801               |
| Türkei                      | 45                  | 45                                                   |
| Jugoslawien                 | 25                  | 1 erbeutet von Kroatien; nicht Teil der Bestellung   |

## Bemalung
Die MS.406 im Dienst der Armée de l’air hatten keinen vollkommen standardisierten Tarnanstrich. Es gab allerdings drei Grundschemata in Abhängigkeit von der Produktionsserie bzw. vom Fabrikstandort. Generell galt: Der Oberanstrich setzte sich aus den Farben Khaki, Brun protectif (Dunkelbraun) und Gris Bleu Fonce (dunkles Blaugrau) zusammen, während die Unterseiten in der Farbe Gris Bleu Claire gestrichen wurden. Bei den von SNCAO in Bouguenais produzierten Exemplaren mit Seriennummern kleiner als 600 hatten die Segmente des Oberanstrichs einen Durchmesser von zwei bis drei Metern, bei denjenigen mit Seriennummern oberhalb von 600 waren diese mit 30 bis 80 Zentimetern deutlich kleiner. Der Oberanstrich der direkt von Morane-Saulnier in Puteaux produzierten Maschinen bestand aus den gleichen Farbtönen, war aber sehr unregelmäßig. In einigen Fällen wurde das Gris Bleu Fonce oder das Khaki der Oberseiten durch Vert Protectif (Mittelgrün) ersetzt. Einige wenige Maschinen hatten auch einen ganz in Khaki gehaltenen Oberseitenanstrich.
Die französischen Hoheitszeichen variierten auch je nach Produktionsstandort. Die frühen SNCAO-Maschinen erhielten auf den Unterseiten Kokarden mit 120 Zentimetern Durchmesser, während diejenigen auf den Oberseiten der Tragflächen nur 30 Zentimeter Durchmesser hatten. Bei den späteren Exemplaren hatten alle Kokarden einen Durchmesser von 80 Zentimetern. Die bei Morane-Saulnier produzierten Maschinen erhielten auf den Oberseiten 80 Zentimeter breite Kokarden und an der Unterseite solche mit 120 Zentimetern Durchmesser.
Die finnischen MS.406 flogen mit eigenen Hoheitszeichen in den originalen französischen Tarnanstrichen bis 1941, als diese durch einen den Tarnschemen der Luftwaffe ähnelnden dunkelgrün-schwarzgrünen Anstrich ersetzt wurde.

## Technische Daten
| Kenngröße             | MS.406                                                               | MS.410                                     | Mörkö Morane                                                                |
| --------------------- | -------------------------------------------------------------------- | ------------------------------------------ | --------------------------------------------------------------------------- |
| Besatzung             | 1                                                                    | 1                                          | 1                                                                           |
| Spannweite            | 10,61 m                                                              |                                            | 10,70 m                                                                     |
| Länge                 | 8,17 m                                                               | 8,17 m                                     | 7,88 m                                                                      |
| Höhe                  | 3,25 m                                                               | 3,25 m                                     | 2,84 m                                                                      |
| Flügelfläche          | 16 m²                                                                |                                            |                                                                             |
| Flügelstreckung       | 7,0                                                                  |                                            |                                                                             |
| Leermasse             | 1895 kg                                                              | 1923 kg                                    | 2055 kg                                                                     |
| Startmasse            | 2540 kg                                                              | 2581 kg                                    | 2625 kg                                                                     |
| Triebwerk             | ein Hispano-Suiza 12Y; 860 PS (ca. 630 kW)                           | ein Hispano-Suiza 12Y; 860 PS (ca. 630 kW) | ein Klimow M-105P; 1.100 PS (ca. 810 kW)                                    |
| Höchstgeschwindigkeit | 486 km/h auf 4500 m Höhe                                             | 509 km/h                                   | 532 km/h                                                                    |
| Dienstgipfelhöhe      | 9400 m                                                               |                                            | 11.400 m                                                                    |
| Steigrate             |                                                                      |                                            | ca. 17 m/s                                                                  |
| Reichweite            | 800 km bei 100 % Leistung 1100 km bei 66 % Leistung                  | ca. 800 km                                 | 720 km                                                                      |
| Bewaffnung            | 1 × 20-mm-Kanone Hispano-Suiza-HS-9 oder HS.404 2 × 7,5-mm-MG MAC-34 | 4 × MAC-34 je 550 Schuss                   | 1 × Hispano-Suiza-HS-9 oder HS-404 2 × MAC-34 oder 4 × MAC-34 je 550 Schuss |

## Verbleib
- Das Flugzeug D-3801 Nummer 15 (ex J-277) befindet sich im Musée de l’air et de l’espace  (als MS 406) in Le Bourget bei Paris.
- Das Flugzeug D-3801 Nummer 66 (ex J-276) steht im Flieger-Flab-Museum in Dübendorf.

Ein weiteres Flugzeug war ab 1960 auf dem Robinsonspielplatz beim Bucheggplatz in Zürich abgestellt worden, eine weitere Maschine stand im Dutti-Park in Rüschlikon. Selbst das heute im Museum der Schweizer Flugwaffe zu sehende Flugzeug war zunächst im Schwimmbad von St. Imier ausgestellt. Weitere Flugzeugteile blieben privat erhalten, wodurch es dank der Initiative von Hansruedi Dubler in den späten 1990er-Jahren möglich war, das Flugzeug J-143, wieder flugtüchtig zu machen; im März 2000 fand der erste Motorenlauf im fast fertigen Flugzeug statt und am 9. Juni 2000 hob das Flugzeug in Buochs erstmals wieder ab.